# جوزيف برويير
جوزيف برويير (بالفرنسية: Joseph Bruyère)‏ ولد بتاريخ 5 أكتوبر 1948 في ماستريخت، هو دراج بلجيكي سابق في صنف سباق الدراجات على الطريق.

## سجل النتائج

### سباقات أو مراحل فاز بها
- طواف فرنسا

## روابط خارجية
- جوزيف برويير على موقع أرشيف الدراجات (الإنجليزية)
- جوزيف برويير على موقع إحصائيات الدراجات الإحترافية (الإنجليزية)
- جوزيف برويير على موقع CycleBase (الإنجليزية)